# Фосфодиэстераза

цАМФ

Фосфодиэстеразы (ФДЭ, англ. phosphodiesterase, PDE) — это группа ферментов, гидролизующих фосфодиэфирную связь (под-подкласс КФ 3.1.4). В широком смысле к ним относятся ДНКазы, РНКазы, цАМФ-фосфодиэстеразы, цГМФ-фосфодиэстеразы, фосфолипаза C и фосфолипаза D. Иногда под этим термином подразумевают более узкую группу ферментов, участвующих в регуляции сигнальных путей, то есть в первую очередь цАМФ-фосфодиэстеразы и цГМФ-фосфодиэстеразы. 

## Клиническое значение
Фармакологическое действие силденафила и его аналогов обусловлено специфическим конкурентным ингибированием цГМФ-ФДЭ типа 5 пещеристого тела, что приводит к повышению уровня цГМФ в ткани и последующей вазодилятации за счёт увеличения высвобождения NO.
Ингибиторы ФДЭ 4 типа важны для терапии хронической обструктивной болезни лёгких в качестве противовоспалительных агентов, модифицирующих течение заболевания. К таким препаратам относятся рофлумиласт и циломиласт. Рофлумиласт известен отечественным врачам как Даксас.  
Другие ингибиторы ФДЭ 4: Апремиласт.
Ингибиторы ФДЭ 3: Цилостазол.

## Список фосфодиэстераз
- Фосфодиэстераза 4B
- Фосфодиэстераза 4A